# Завережье (озеро)
Завережье — озеро в Артёмовской волости Невельского района Псковской области, к юго-востоку от города Невель. По южному берегу проходит граница с Лобковской волостью. По западному берегу проходят: участки Невель — Городок железной дороги и автотрассы E 95 (Санкт-Петербург — Невель (М20) — Городок — Гомель (М8) — Киев (М-01).
Площадь — 6,70 км² (669,7 га, с островами — 6,74 км²). Максимальная глубина — 10,3 м, средняя глубина — 2,5 м.
На берегу озера расположены: деревня Гусево и станция Завережье (Артёмовской волости), а также деревня Козлово (Лобковской волости).
Проточное. Относится к бассейну реки Еменка, притоку Ловати.
Тип озера лещово-судачий с ряпушкой. Массовые виды рыб: щука, окунь, плотва, лещ, красноперка, голавль, судак, язь, густера, пескарь, ряпушка, щиповка, верховка, уклея, линь, угорь (возможно), налим, вьюн, карась, карп (возможно); широкопалый рак.
Для озера характерны песчано-илистое дно, камни, галька.